# 威德大學
威德大學是一所位于韩国庆尚北道庆州市的一所私立大学，該學校由大韓佛敎眞覺宗創辦，於1996年正式開學。威德大学的校名取自《佛说大乘庄严宝王经》中的“威德自在，面貌端严”。